# William Alfred Weber
William Alfred Weber (1918 - Longmont, 18 de marzo de 2020) fue un botánico, micólogo, briólogo, y profesor estadounidense. Realizó extensas expediciones botánicas por Ecuador, México, EE. UU., Papúa Nueva Guinea.
Ha desarrollado su carrera académica en la Universidad de Colorado en Boulder, llegando a Profesor Emérito, y curador del Museo Herbario de esa Universidad. Trabajó con el enorme herbario del botánico alemán Wilhelm Nikolaus Suksdorf.
Tras sufrir una caída fue ingresado en el TRU Community Care Hospice de Longmont. Falleció a los 101 años el 18 de marzo de 2020 en el hospital de Longmont, (Colorado) por causas naturales.

## Lista delíquenesnombrados por W.A.Weber
- Anaptychia chondroidea (W.A.Weber & D.D.Awasthi) Kurok. = Heterodermia chondroidea
- Aspicilia quartzitica W.A.Weber
- Buellia capitis-regum W.A.Weber
- Buellia mamillana (Tuck.) W.A.Weber
- Buellia saurina W.A.Weber = Rhizocarpon saurinum
- Caloplaca brattiae W.A.Weber
- Caloplaca stantonii W.A.Weber ex Arup
- Cetraria coralligera (W.A.Weber) Hale = Tuckermanella coralligera
- Cyphelium brunneum W.A.Weber
- Cyphelium tigillare subsp. notarisii (Tul.) W.A.Weber = C. notarisii
- Heterodermia chondroidea W.A.Weber & D.D.Awasthi
- Heterodermia erinacea (Ach.) W.A.Weber
- HUBBSIA W.A.Weber
- Hubbsia californica (Räsänen) W.A.Weber
- Hubbsia lumbricoides W.A.Weber = H. californica
- Lasallia pustulata subsp. papulosa (Ach.) W.A.Weber = L. papulosa
- Lecania constricta W.A.Weber
- Lecanora mellea W.A.Weber
- Lecanora phaedrophthalma var. christoi (W.A.Weber) B.D.Ryan
- Lecanora texana W.A.Weber
- Lecanora arizonica (Tuck. ex Willey) W.A.Weber = Omphalora arizonica
- Lecanora christoi W.A.Weber = L. phaedrophthalma var. christoi
- Lecidea heppii R.Anderson & W.A.Weber = Lecidella wulfenii
- Lecidea novomexicana (B.de Lesd.) W.A.Weber ex R.Anderson = Psora nipponica
- Lecidea oreinodes (Körber) W.A.Weber & Hertel = Lecanora oreinoides
- Lecidea texana W.A.Weber = Xanthopsorella texana
- Letharia vulpina (L.) Hue f. californica (Lév.) W.A.Weber = L. columbiana
- Mobergia calculiformis (W.A.Weber) H.Mayrh. & Sheard
- Neofuscelia chiricahuensis (R.Anderson & W.A.Weber) Essl.
- Parmelia chiricahuensis R.Anderson & W.A.Weber = Neofuscelia chiricahuensis
- Parmelia saximontana R.Anderson & W.A.Weber = Melanelia tominii
- Physcia duplicorticata W.A.Weber & J.W.Thomson
- Psora cerebriformis W.A.Weber
- Psora texana W.A.Weber = Xanthopsorella texana
- Rhizocarpon saurinum (W.A.Weber) Bungartz
- Rhizoplaca glaucophana (Nyl. ex Hasse) W.A.Weber
- Rhizoplaca haydenii (Tuck.) W.A.Weber
- Rhizoplaca marginalis (Hasse) W.A.Weber
- Rinodina calculiformis W.A.Weber = Mobergia calculiformis
- Rinodina mamillana (Tuck.) W.A.Weber = Buellia mamillana
- Tuckermanella coralligera (W.A.Weber) Essl.
- Tuckermannopsis coralligera (W.A.Weber) W.A.Weber = Tuckermanella coralligera
- XANTHOPSORA Gotth.Schneid. & W.A.Weber = XANTHOPSORELLA
- Xanthopsora texana (W.A.Weber) Gotth.Schneid. & W.A.Weber = Xanthopsorella texana
- Xanthopsorella texana (W.A.Weber) Kalb & Hafellner

## Algunas publicaciones
- A rocky mountain lichen primer. Univ. Press of Colorado, Niwot, Colorado
- Weber, WA. 1946. A taxonomic & cytological study of the Wyethia, family Compositae, with notes on the related genus Balsamorhiza. Amer. Midl. Nat. 35:400-452
- ----. 1950. Recent additions to the flora of Colorado. Univ. Colorado Stud., Ser. Biol. 1:46-50
- ----. 1950. A new species & subgenus of Atriplex from Colorado. Madroño 10:187-191
- ----. 1952. Phippsia algida in the US. Rhodora 54:141-145
- ----. 1952. Moss flora of Colorado; additions in Aulacomnium. Bryologist 55:297
- ----. 1952. The genus Helianthella. Amer. Midl. Nat. 48:1-35
- ----. 1955. Additions to the flora of Colorado, II. Univ. of Colorado Stud. Ser. Biol. 3:65-114
- ----. 1958. Rediscovery of Neoparrya. Rhodora 60:265-271
- ----. 1959. Some features of the distribution of Arctic relicts at their austral limits. Proc. IX Internat. Bot. Congr. 2:425-426
- ----. 1961. Additions to the flora of Colorado, III. Univ. of Colorado Stud. Ser. Biol. 7:1-26
- ----. 1961. Studies of Colorado bryophytes. Univ. of Colorado Stud. Ser. Biol. 7:27-52
- ----. 1961. A second American record for Oreas martiana. Bryologist 63:241-244
- ----. 1962. Environmental modifications & the taxonomy of the crustose lichens. Sv. Bot. Tidskr. 56:293-333
- ----. 1963. Additions to the bryophyte flora of Colorado. Bryologist 66:192-200
- ----. 1966. Additions to the Colorado flora, IV. Univ. Colorado Stud. Ser. Biol. 23:1-24
- ----. 1967. Rocky Mountain Flora, 3rd edition. Colorado Assoc. Univ. Press
- ----. 1967. A synopsis of the North American species of Cyphelium. Bryologist 70:197-203
- ----. 1968. A taxonomic revision of Acarospora, subgenus Xanthothallia. Lichenologist 4:16-31
- ----, & DD Awasthi. 1971. New species of Heterodermia. Bryologist 74:181-183
- ----. 1971. New species of Aspicilia. Bryologist 74:183-185
- ----. 1972. Rocky Mountain Flora, 4ª ed. Colorado Assoc. Univ. Press
- ----. 1973. Additions to thc Colorado Flora, V. Southwestern Nat. 18:317-329
- ----. 1973. Guide to the mosses of Colorado. Inst. Arctic Alpine Res. Occ. Pap.6:1-48
- ----. 1975. Two new species of Lecanora. Bryologist 78:206-210
- ----. 1976. New combinations in the Rocky Mountain flora. Phytologia 33:105-106
- ----. 1976. Rocky Mountain Flora. 5th edition. Colorado Assoc., Univ. Press
- ----, BC Johnston, D Wilken. 1979. Additions to the flora of Colorado, VI. Phytologia 41:486-500
- ----, R Hartman. 1979. Pseudostellaria jamesiana, comb. nov., a North American representative of a Eurasian genus. Phytologia 44:313-314
- ----, BC Johnston, R Wittmann. 1981. Additions to the flora of Colorado, VII. Brittonia 33:325-331
- ----, A. Löve. 1981. New combinations in the genus Packera (AST). Phytologia 49:44-50
- ----. 1981. Lichenes Exsiccati distributed by the University of Colorado Museum, Boulder. Fascicles 1-15, Nos. 1-600, 1961-1979. Mycotaxon 13:85-104
- ----, R Wittmann. 1982. Additions to the flora of Colorado, VIII. Phytologia 51:376-380
- ----. 1982. New names & combinations, principally in the Rocky Mountain flora, II. Phytologia 51:369-376
- ----. 1983. New names & combinations, principally in the Rocky Mountain flora, III. Phytologia 53:187-190
- ----, R Wittmann. 1983. Additions to the flora of Colorado, IX. Phytologia 53:191-193
- ----. 1984. Lichenes exsiccati, distributed by the University of Colorado Museum, Fasc. 16, n.º 601-640
- ----. 1984. New names & combinations, principally in the Rocky Mountain flora, IV. Phytologia 55:1-11
- ----, R Wittmann. 1984. Additions to the flora of Colorado, X, Phytologia 55:11-13
- ----, R Wittmann. 1985. Additions to the flora of Colorado, XI. Phytologia 58:385-388
- ----. 1985. New names & combinations, principally in the Rocky Mountain flora, V. Phytologia 58:382-384
- ----, G Argus. 1986. Salix lanata ssp. calcicola in Colorado. Madroño 33:148-149
- ----. 1986. Penstemon penlandii, sp. nov., from Colorado. Phytologia 60:459-461
- ----. 1987A. New names & combinations, principally in the Rocky Mountain Flora, VI. Phytologia 62:437-438
- ----. 1987B. Colorado Flora: Western Slope. Colorado Assoc. Univ. Press
- ----. 1987. Noteworthy collections, Colorado. Bryum blindii BSG. Madroño 29:246
- ----. Lichenes Exsiccati distributed by the University of Colorado Museum, Fasc. 17-18, Nos. 641-700
- ----. 1989. New names & combinations, principally in the Rocky Mountain flora, VII. Phytologia 67:425-428
- ----. 1989. Additions to the flora of Colorado, XII. Phytologia 67:429-437
- ----. 1990. Additions to the lichen flora of Colorado & North America. Evansia 7:17-25
- ----. 1991A. New names & combinations, principally in the Rocky Mountain Flora, VIII. Phytologia 70:231-233
- ----. 1995. New names & combinations, principally in the Rocky Mountain Flora, IX. Phytologia 79:65-67
- ----. 1999. New names & combinations in Asteraceae: Hekliantheae-Ecliptinae. Phytologia 85:19-21

- La abreviatura «W.A.Weber» se emplea para indicar a William Alfred Weber como autoridad en la descripción y clasificación científica de los vegetales.[5]